# Szorcówka
Szorcówka [pronunciación en polaco: /ʂɔrˈt͡sufka/] es un pueblo ubicado en el distrito administrativo de Gmina Skierbieszów, dentro del Condado de Zamość, Voivodato de Lublin, en Polonia oriental. Se encuentra aproximadamente a 6 kilómetros al sureste de Skierbieszów, a 17 kilómetros al noreste de Zamość, y a 78 kilómetros al sureste de la capital regional Lublin.